# 沼田裕之
沼田裕之（ぬまた　ひろゆき、1936年-　）は、日本の教育哲学者。教育学博士。東北大学名誉教授。教育哲学、教育史専攻。

## 略歴
東京生まれ。1959年東北大学教育学部卒、1964年同大学院教育学研究科博士課程満期退学。
1973年「ルソーの人間観 「エミール」での人間と市民の対話」で、教育学博士の学位を取得。ストラスブール大学に学び、宗教学博士。1964年上野学園大学講師、1966年助教授、1976年教授、1982年東北大学教育学部助教授、1984年同教授、2000年定年退官、名誉教授、鎌倉女子大学教授。2007年退職。

## 著書
- 『ルソーの人間観 『エミール』での人間と市民の対話』風間書房 1980
- 『教育目的の比較文化的考察』玉川大学出版部 1995
- 『国際化時代日本の教育と文化』東信堂 1998
- 『教育の条件 人間・時間・言葉』東北大学出版会 2002

### 共編著
- 『教養の復権』安西和博,増渕幸男,加藤守通共著 東信堂 1996
- 『<問い>としての教育学』増淵幸男共編著 福村出版 1997
- 『<問い>としての道徳教育』編著 福村出版 2000
- 『文化史としての教育思想史』加藤守通共編著 福村出版 2000
- 『教育学21の問い』増渕幸男共編著 福村出版 2009
- 『道徳教育21の問い』増渕幸男,伊勢孝之共編著 福村出版 2009

### 翻訳
- 『東西比較は可能か G.E.R.ロイドとの対話』川田殖共編 ペディラヴィウム会 1994
- アンドレアス・チェザーナ『地球時代を生きる感性 EU知識人による日本への示唆 思想の新しい道』訳者代表 東信堂 2007

## 論文
- Cinii